# Principio de no devolución
El principio de no devolución (en francés, non-refoulement) es un principio fundamental del derecho internacional que prohíbe al país que recibe refugiados, devolverlos a un país en el que correrían el riesgo de ser perseguidos por «raza, religión, nacionalidad, pertenencia a un grupo social particular u opinión política» (véase artículo 33 abajo). A diferencia del asilo político, que se aplica a aquellos que pueden demostrar un temor de persecución realmente fundado sobre un categoría determinada de personas, el principio de no devolución se refiere a la repatriación genérica de personas, incluidos los refugiados en zonas de guerra y otros tipos de desastres locales. Es un principio del derecho consuetudinario internacional, ya que se aplica a los estados que no forman parte de la Convención sobre el Estatuto de los Refugiados de 1951 o el Protocolo de 1967 de esa convención. También es un principio de la ley de tregua de los derechos de las naciones.
Es discutible si la no devolución es una Ius cogens (norma autoritaria) del derecho internacional. De ser así, el derecho internacional no permite hacer excepciones por ningún motivo o bajo ninguna circunstancia. El debate sobre este asunto se reavivó tras los ataques terroristas del 11 de septiembre de 2001 en los Estados Unidos, al igual que después de los ataques recientes en Europa.

## Historia
El principio de no devolución surge a partir de una memoria colectiva que recordaba el fracaso de los países a la hora de ofrecer un lugar seguro a los refugiados que huían de un genocidio seguro, a manos del régimen Nazi, en la II Guerra Mundial. Después de la Segunda Guerra Mundial, fue evidente para toda la comunidad que se necesitaban constantes revisiones internacionales a la soberanía nacional con respecto a los refugiados. Durante la guerra, muchos países devolvieron a la fuerza o negaron la entrada a los judíos alemanes y franceses que huían del holocausto. Al finalizar la guerra, millones de refugiados y prisioneros de la Unión Soviética fueron exportados a la fuerza de vuelta a su país a pesar de que fueran a sufrir las represalias del gobierno Soviético. De hecho, el gobierno Soviético, torturó o mató a más de dos millones de aquellas personas que fueron enviadas de vuelta por los gobiernos occidentales.
La no devolución presenta un conflicto inherente a la soberanía nacional, ya que infringe el derecho del país a ejercer control sobre sus propias fronteras y aquellos que residan dentro de ellas. En los procedimientos legales que siguieron a la II Guerra Mundial el principio se consideró un derecho independiente que se podía resumir bajo ciertas circunstancias en un apartado de la Convención de 1951, el artículo 3, sección 2.
En los años sesenta, la Comisión Europea de Derechos Humanos reconoció la no devolución como complementario a las prohibiciones de tortura. Debido a que la prohibición de tortura está calificada como ius cogens, hizo que por esa complementariedad la prohibición sobre la devolución fuera absoluta y desafió la legalidad de la devolución por motivo de seguridad del país. A través de otros casos (ver Soering v. United Kingdom y Chahal v. United Kingdom) y las interpretaciones de varios tratados internacionales de los años ochenta, la Comisión Europea de los Derechos Humanos pasó de defender la soberanía nacional a proteger a las personas que podían ser devueltas. Esta interpretación no permitió ningún compendio en la protección sobre la no devolución, incluso si el estado sabía que el refugiado era un terrorista y podía significar una amenaza para el Estado.
Debido a los ataques terroristas en los Estados Unidos y en Europa, algunos países volvieron a hacer un llamamiento para permitir la devolución como interés por la seguridad nacional, ya que la repatriación es el método más efectivo de mandar a los refugiados que puedan suponer una amenaza real para el Estado. Además, los tratados más nuevos incluyen obligaciones específicas que impiden la devolución bajo ninguna circunstancia. Estos factores han llevado a los Estados y a la Unión Europea a buscar formas de igualar la seguridad y los derechos humanos en cuanto a las protecciones de la no devolución.
Hoy en día, aparentemente el principio de no devolución protege a las personas de ser expulsadas por los países firmantes de la Convención del Estatuto de los Refugiados de 1951, la Convención y Protocolo sobre el Estatuto de los Refugiados de 1967, o la Convención Contra la Tortura de 1984. Sin embargo, esto no ha podido evitar que ciertos países firmantes eludan esta ley internacional y repatrien o expulsen personas a mano de perseguidores potenciales.

## Leyes relevantes
- El artículo 3 de la Convención de 1933 en relación con el Estatuto de los Refugiados, contiene la primera mención del principio de no devolución en el derecho internacional[8] e impide que los Estados parte expulsen a los refugiados que residen de manera legal, o deportarlos a las fronteras de sus países natales.[9] Este tratado se ratificó únicamente por unos pocos Estados y ganó un poco de terreno en el derecho internacional.[8]
- En el artículo 33 de la Convención sobre el Estatuto de los Refugiados de 1951 se recogió oficialmente el principio de no devolución. Los dos párrafos siguientes, incluidos en este artículo, exponen la prohibición de expulsar o devolver a un refugiado:
  1. «Ningún Estado contratante puede expulsar o devolver (en francés, refouler) a un refugiado, de ningún modo, a las fronteras de los territorios donde su vida y libertad estarían amenazadas debido a su raza, religion, nacionalidad, afiliación a un grupo social en particular, o incluso por su ideología.»
  2. «Una persona refugiada a la que, por motivos razonables, se le considera un peligro para la seguridad del país en el que ha sido, mediante una sentencia firme, condenada por un delito grave considerado como un riesgo para la sociedad, no puede beneficiarse de esta disposición».[10]
- El protocolo sobre el Estatuto de los Refugiados de 1967 modificó el artículo 33 y creó una norma jurídica más abierta que definía a los refugiados de la siguiente manera:

«Un refugiado huye de su país natal debido al temor bien fundado de ser perseguido por motivos étnicos, religiosos, ideológicos, de nacionalidad, o incluso por ser miembro de un grupo social o de opinión. Tal vez no quiere acogerse a la protección de ese país a causa de dichos temores. E incluso puede que, sin tener una nacionalidad y hallándose fuera del país en el que reside habitualmente como resultado de los motivos nombrados anteriormente, no pueda o no quiera volver a su país debido a dicho temor.»
- El artículo 3 de la Organización Jurídica Consultiva Asiático-Africana (antes conocida por Comité Jurídico Consultivo Asiático-Africano) de 1996, que recoge los principios relacionados con el trato de los refugiados, manifiesta:

«De acuerdo a estos principios, ninguna persona en busca de asilo, excepto por motivos de seguridad nacional y protección a la población, podrá ser sometida a medidas como la expulsión o deportación a las fronteras, lo que dará lugar a forzarlo a volver o quedarse en un territorio si existe un temor bien fundado de ser perseguido, poniendo en peligro así su propia vida, su integridad física o su libertad en ese territorio.»
- El artículo 2, el apartado 3, de la Organización para la Unidad Africana de la Convención que regula los aspectos propios de los problemas de los refugiados en África, firmada en 1969, toma medidas preventivas para las personas que buscan asilo y que huyen de la guerra, de la dominación colonial o de la agitación social.[11]
- El artículo 22, el apartado 8, de la Convención Americana sobre Derechos Humanos, determina el peligro que corren los refugiados de perder su vida o su libertad personal como el umbral para la no devolución en los estados americanos.[11]

- El artículo 3 de la Convención de 1984 contra la tortura y otros tratos o penas crueles, inhumanas o degradantes, afirma que la no devolución emanaba de mayores protecciones contra el trato inhumano. Esto representó un cambio importante, al igual que estas protecciones, y por lo tanto, las disposiciones de no devolución son consideradas derechos absolutos.[6]
- Por lo dispuesto en el apartado 2 del artículo 3 del Convenio Europeo de Extradición de 1957 y en el apartado 5 del artículo 4 de la Convención Interamericana sobre extradición de 1981, el principio de no devolución también se aplica a los casos de extradición en los que la persona cree que será juzgada o predispuesta en base específicamente a uno de los factores protegidos.[11]

## Interpretaciones del artículo 33 de la Convención de 1951
Aunque el principio de no devolución es un aspecto innegociable del derecho internacional, los estados han interpretado este artículo de distintas formas y han elaborado sus respuestas legales para el solicitante de asilo de las formas correspondientes. Las cuatro interpretaciones más comunes son:
Estricto: Esta interpretación sostiene que las leyes de «no devolución» solo se aplican a los solicitantes de asilo que hayan ingresado en las fronteras de un Estado físicamente. Los estados que usan esta interpretación a menudo promueven políticas y procedimientos diseñados para impedir a las personas que buscan asilo cruzar sus fronteras.
Estricto, pero con una lectura estricta: Esta interpretación mantiene que solo ciertos refugiados tienen derecho legal a la protección de no devolución. Si el país que recibe al solicitante de asilo no encuentra que su «vida o libertad será amenazada» por la devolución, esta interpretación sostiene que serán devueltos legítimamente a su país de origen.
Colectivista: este enfoque implica a los sistemas internacionales diseñados para procesar el reclamo de asilo en el país en el cual una persona busca, al principio, asilo y los redistribuye entre otros países. Este enfoque se basa en la lógica de que el artículo 33 no incluye el texto que obliga a los estados a recibir a los solicitantes de asilo que les permite quedarse permanentemente, únicamente la obligación de no enviarlos de vuelta a la región en la que probablemente se vean en peligro. Los acuerdos de reubicación de refugiados entre países deben garantizar que no serán devueltos por el país de acogida. No obstante, el nuevo país huésped no deberá formar parte de la Convención de 1951.
Colectivista, pero con leyes que impiden que los solicitantes de asilo alcancen fronteras soberanas: este enfoque no es una interpretación del artículo 33, más bien una forma de evitarlo. Combina los criterios estrictos y colectivistas. Los Estados que usan este método establecen áreas no soberanas dentro de sus fronteras, principalmente en centros de desplazamiento. Los solicitantes de asilo que se presentan a sí mismos en tales áreas son luego enviados a otro país para procesar sus peticiones de asilo. Al igual que el colectivismo tradicional, el demandante de asilo no puede ser enviado a un país en el que probablemente corran peligro.

## Ejemplos de violación del principio de no devolución
La repatriación forzada de 45.000 refugiados camboyanos de Tailandia en Prasat Preah Vihear el 12 de junio de 1979 se considera un ejemplo clásico de devolución. Los refugiados, a punta de pistola, fueron obligados a cruzar la frontera y a atravesar una gran pendiente que llevaba a un campo de minas. Los que se negaron fueron fusilados por soldados tailandeses. Unos 3000 refugiados murieron..
Las acciones de Tanzania durante el genocidio de 1994 en Ruanda presuntamente han violado el principio de no devolución. Durante la cumbre de la crisis cuando los flujos de refugiados alcanzaron el nivel de «éxodo masivo» y el gobierno de Tanzania cerró sus fronteras a un grupo de más de 50.000 refugiados ruandeses que huían de la violencia genocida. En 1996, antes de que Ruanda alcanzase el nivel adecuado de estabilidad, alrededor de 500.000 de refugiados fueron devueltos a Ruanda desde el Zaire.
Una de las áreas más problemáticas de derecho y más debatidas en los círculos signatarios es la interpretación del artículo 33 el Convenio 1951 relativo a la situación de los refugiados. La interdicción de buques potentes que transportan refugiados en alta mar ha sido una práctica común del gobierno de los Estados Unidos, concretamente, planteando la cuestión de si el artículo 33 requiere que un refugiado esté dentro de un país o simplemente dentro del poder de un país para provocar el derecho en contra de la devolución.
El gobierno australiano ha sido acusado por la ACNUR y más de 50 juristas australianos de violar el principio de no devolución, al deportar a 41 refugiados tamiles y cingaleses a la armada de Sri Lanka en junio o julio de 2014, como parte de la política de protección de fronteras e inmigración Operación Fronteras Soberanas. En septiembre de 2014 esta acción fue seguida por un proyecto de ley presentado en el Parlamento australiano que eliminaría las obligaciones de no devolución de Australia, y buscó reinterpretar las obligaciones del tratado Internacional de Australia.

## Literatura
- Kees Wouters International legal standards for the protection from refoulement - a legal analysis of the prohibitions on refoulement contained in the Refugee Convention, the European Convention on Human Rights, the International Covenant on Civil and Political Rights and the Convention against Torture, Antwerpen: Intersentia, 2009 (fuente en inglés)
- Guy S. Goodwin-Gill & Jane McAdam The refugee in international law, Oxford: Oxford UP, 2007 (prev. 1983, 1996) (fuente en inglés)
- Académie de Droit International de La Haye / Hague Academy of International Law Le droit d'asile = The right of asylum, Dordrecht: Nijhoff (1990) (fuente en inglés)